# آموس بي. غرينغر
آموس بي. غرينغر هو سياسي أمريكي، ولد في 3 يونيو 1789 في مقاطعة هارتفورد في الولايات المتحدة، وتوفي في 20 أغسطس 1866 في سيراكيوز في الولايات المتحدة. نشط حزبياً في الحزب الجمهوري. وقد انتخب عضو مجلس النواب الأمريكي ‏.